# 苅羽悠
苅羽 悠（かりわ ゆう、1984年4月6日 - ）は、日本の俳優。埼玉県出身。身長172cm、体重53kg。血液型はA型。特技はサッカー、書道、殺陣。

## 人物
- 2004年の大学在学中、湘南の海の家でアルバイトをしていた時に元所属事務所の社長にスカウトされ、芸能界入り。
- 元ライジングプロダクション所属
- 東日本大震災をきっかけに俳優仲間、桜野裕己、春陽漁介、星名陽平、山岡竜弘と共に池袋チャリンコ倶楽部を立ち上げ、「役者として出来る事」をスローガンにチャリティーイベントや舞台公演の主催・演出も手掛けている。
- 松木里菜、野口大輔は中学時代の同級生。
- 2016年12月30日、東京都港区六本木の陸橋上の歩道をマウンテンバイクで走行中に、対向側から来た歩行者と衝突。歩行者は衝突の衝撃で転倒し、後頭部を強打したため病院に搬送の後死亡した。そのため、重過失致死容疑での立件を視野に警視庁麻布警察署に事情聴取された[1]。

## 出演

### テレビドラマ
- DOCTORS〜最強の名医〜（2011年、テレビ朝日） - 牧野茂樹
- 白戸修の事件簿（2012年、TBS）
- 夜行観覧車（2013年、TBS）
- リアル脱出ゲームTV（2014年、TBS）
- ショカツの女 新宿西署 刑事課強行犯係9（2014年、テレビ朝日）
- 学校のカイダン（2015年、日本テレビ）
- THE LAST COP/ラストコップ（2015年、日本テレビ）
- HiGH&LOW season2（2016年、日本テレビ）
- THE LAST COP/ラストコップ（2016年、日本テレビ）

### 舞台
- ミュージカル 学園ヘヴン（2008年） - 伊藤啓太 役［主人公］
- ミュージカル「緋色の欠片 〜運命の守護者〜」（東京公演:2008年12月、大阪公演:2009年1月） - 鴉鳥真弘 役
- IMAGINE（イマジン）9.11（2009年） - ユウキ 役
- タクミくんシリーズ「そして春風にささやいて」（2009年） - 葉山託生 役［主演］
- エキストラ・エトセトラ〜逆襲のサトー〜（2010年） - サトーイチロー 役
- ロイヤルホ☆ト（2010年） - 杉田淳 役
- ピテカントロプス・エレクトス（2010年） - 岡崎剛 役
- らん（2010年） - 五助 役
- SHUFFLE（2010年） - リョク 役
- 東京ダンスオペラ2010 HIGH-SCHOOL REVOLUTION〜伝説のバラを狙え!!（2010年） - ゲスト出演
- 強盗銀行 GO TO BANK（2010年） - 二郎 役
- 権助提灯（2010年） - GOON助 役
- 遙かなる時空の中で2（2011年） - イサト 役
  - 遙かなる時空の中で2再演（2012年） - イサト 役
- 仕込んでいこう!〜新宿編〜−劇団OH!YEAH!（2011年） - 笹島陽治 役
- オレンジノート（2011年） - シュウ・リー役
- 裏切りは僕の名前を知っている（2011年） - 叢雨九十九 役
  - 裏切りは僕の名前を知っているvol.2（2012年） - 叢雨九十九 役［映像出演］
  - 裏切りは僕の名前を知っているvol.3（2012年） - 叢雨九十九 役
- 舞台しちゃいますッ!!（2012年）
- Freak Box（2013年） - ゲスト出演
- 追憶のマズルカ（2013年） - ゲスト出演
- 猫と犬と約束の燈（2013年） - 大道寺健吾 役
- THE LIGHT（2013年） - ゲスト出演
- Interview with dark（2013年） - 村正 役
- WORLD（2013年） - 鷺沼順平 役
- 海のバッキャロー!!〜まごころ食堂編〜（2014年） - 金田健 役
- 風のバッキャロー!!〜まごころ食堂編〜（2014年） - 金田健 役
- ご町内デュエル（2014年） - 氏家 役
- 島のバッキャロー!!〜まごころ食堂編〜（2014年） - 金田健 役
- スイマー （2015年） - 南 役
- イツツメキセツ（2015年） - 楓 役
- 億秒くんの羨望道中（2015年） - 高橋 役
- FOOLISH～偽りに秘められた愛のカタチ～（2016年） - 石原裕太郎 役
- AI:AngelIdentity（2016年） - アイ 役［主演］
- And so this is Xmas（2016年）
- らん (再演)（2018年）
- 月野百鬼夜行外伝 夏夢祭 - 以蔵 役[2]
- 月の谷 赤い石（2019年）
- BRAVE10〜昇焉〜（2020年） - 綿津見 役
- 方舟（2021年）

### 映画
- さくら、さくら サムライ科学者高峰譲吉の生涯（2011年）
- 獅子舞ボーイズ（2015年）

### DVD
- ハングリーハート（2009）
- ハングリーハート2（2009）

### イベント
- 緋色の欠片 爆笑トークライブ
- FC ホワイトデー!
- 東日本大震災チャリティーイベント（池袋チャリンコ倶楽部 主催）
- 授業しちゃいますッ!!（池袋チャリンコ倶楽部 主催）
- Fesしちゃいますッ!!（池袋チャリンコ倶楽部 主催）
- フットバス
- エンタの素 webTV 夏の特別イベント
- a-nation ミュージシャンワールドカップ

### 携帯ドラマ
- 最後の願い - 淳一 役
- 時を越えたラブレター - 省吾 役
- 約束のカフェ - 向井洋介 役
- 俺達のリレーション - 弘樹 役

### WEBサイト
- 発掘イケメン大好き!
- Bee TV「王子の合言葉」